# Listopad 2013

## 30 listopada
- Wrak samolotu LAM Mozambique Airlines, który zaginął w piątek, odnaleziono w Parku Narodowym Bwabwata w Namibii. Na miejscu odnaleziono wszystkie 34 ofiary śmiertelne. (Reuters, wp.pl, tvp.info)
- W Syrii zginęło co najmniej 20 osób w wyniku nalotu wojsk rządowych na miejscowość Al-Bab w prowincji Aleppo. (wyborcza.pl, RMF24)
- Sześć osób zginęło w mieście Trypolis w północnym Libanie podczas wymiany ognia pomiędzy dzielnicami, które wspierają rywalizujące strony w wojnie domowej w Syrii. (Reuters)
- Na Ukrainie kilkadziesiąt osób zostało rannych w akcji milicji Berkut, która nad ranem rozproszyła przy pomocy pałek i gazu łzawiącego demonstrantów okupujących Plac (Majdan) Niepodległości w centrum Kijowa. Następnie późnym popołudniem ok. 10 tys. ludzi uczestniczyło w kolejnym proteście antyrządowym. (wp.pl, wp.pl, tvp.info, Polskie Radio, RMF24)
- W Bangkoku doszło do starć pomiędzy tysiącami zwolenników i przeciwników tajlandzkiego rządu. Podczas zamieszek zginął 21-letni student. (wp.pl)
- We Francji 4,5 tys. ciężarówek blokowało ruch na drogach w proteście przeciwko ekopodatkowi (opłacie dla samochodów o ładowności powyżej 3,5 tony). (onet.pl)
- Filipiny upamiętniły 150. rocznicę urodzin bohatera narodowego i przywódcy rewolucyjnego, Andrésa Bonifacio. (Manila Standard Today, ABS-CBN News)
- W irlandzkim Kościele anglikańskim w katedrze w Dublinie sakrę biskupią przyjęła pierwsza kobieta, 53-letnia Pat Storey. (wp.pl, BBC)
- Na aukcji w Paryżu został sprzedany za 21 tys. euro tzw. „Raport Karskiego”, egzemplarz wydania noty dyplomatycznej polskiego rządu na uchodźstwie z 10 grudnia 1942 r. apelującej o zatrzymanie eksterminacji Żydów. (Polskie Radio, RMF24, TVN24)
- W Modenie w wieku 83 lat zmarł Umberto Panini, współzałożyciel firmy Panini. (TVN24, Gazzetta di Modena)

## 29 listopada
- Na fali przemocy w Iraku zginęły co najmniej 52 osoby, z czego większość została porwana, a następnie zastrzelona. Wśród ofiar jest 18 Sunnitów. (dawn.com, wp.pl)
- Nigeryjskie wojsko dokonało nalotu na jedną z głównych baz islamistów z organizacji Boko Haram, w wyniku czego zginęło co najmniej 51 rebeliantów. (RMF24, onet.pl)
- W Syrii zginęły cztery osoby, a 26 zostało rannych w ataku moździerzowym na Meczet Umajjadów w Damaszku. (Al Jazeera, wp.pl, onet.pl)
- W Mozambiku w trakcie lotu z Maputo do Luandy zaginął samolot LAM Mozambique Airlines. Na jego pokładzie znajdowały się 33 osoby, w tym sześciu członków załogi. (TVN24, wp.pl, tvp.info, RMF24)
- Co najmniej osiem osób zginęło, a 32 zostały ranne w wyniku rozbicia się śmigłowca policyjnego o pub w Glasgow w Szkocji. (BBC, AFP via NineMSN, wyborcza.pl)
- 85 osób zostało rannych w wyniku wypadku wodolotu „Madeira” u wybrzeży Hongkongu. (tvp.info)
- Na III szczycie Partnerstwa Wschodniego w Wilnie Gruzja i Mołdawia parafowały umowy stowarzyszeniowe z Unią Europejską. (TVN24, onet.pl)
- Tuaregowie z Narodowego Ruchu Wyzwolenia Azawadu ogłosili zerwanie zawieszenia broni, zawartego w czerwcu z rządem Mali. (wp.pl)
- Od 10 do 50 tys. ludzi (według różnych źródeł) demonstrowało w Kijowie przeciwko niepodpisaniu przez władze Ukrainy umowy stowarzyszeniowej z Unią Europejską. Protest odbył się również we Lwowie, gdzie  25 tys. studentów żądało od władz Ukrainy podpisania umowy z UE. (wp.pl, tvp.info, Polskie Radio, Polskie Radio, wp.pl)
- W Paryżu w wieku 77 lat zmarła Natalja Gorbaniewska, rosyjska poetka, dysydentka, dziennikarka oraz tłumaczka literatury polskiej. (Onet.pl, Polskie Radio)

## 28 listopada
- W południowo-zachodniej Libii zginęło ponad 40 osób w eksplozji w składzie amunicji, znajdującym się w pobliżu miasta Sabha. Ponadto czterech libijskich żołnierzy zginęło w starciach w milicją islamską w Bengazi. (tvp.info, onet.pl, Reuters)
- Co najmniej 29 osób zginęło, a niemal 70 zostało rannych w serii zamachów bombowych w Iraku. Do najkrwawszego ataku doszło w mieście Al-Hilla, gdzie trzy samochody-pułapki zabiły dziewięć osób i raniły kolejne 21. (wp.pl, onet.pl)
- W Syrii zginęła jedna osoba, a dziewięć zostało rannych podczas ataku moździerzowego na ambasadę Rosji w Damaszku. Rosja uznała ostrzał za akt terroryzmu. (Polskie Radio,  money.pl, wp.pl, Reuters)
- Armia syryjska zajęła miasto Deir Atiyah, a rebelianci miasto Otayba. ONZ oszacowało, że co najmniej trzy miliony ludzi uciekło z kraju w wyniku wojny domowej. Ponadto USA zaoferowało Syrii zniszczenie broni chemicznej na morzu dzięki okrętowi pomocniczemu US Navy MV Cape Ray. (AFP, Daily Star, ABC News, SBS, BBC, One News)
- Liczba ofiar śmiertelnych tajfunu Haiyan wzrosła do 5560 zabitych. (ABS-CBN)
- W Iranie w okolicy prowincji Buszehr wystąpiło trzęsienie ziemi o sile 5,6–5,7 stopnia w skali Richtera, w wyniku czego zginęło siedem osób, a 30 zostało rannych. Hipocentrum wstrząsów znajdowało się na głębokości ponad 16 km, natomiast epicentrum ok. 60 km na północny wschód od elektrowni jądrowej w Buszerze. (Polskie Radio, TVN24)
- W parlamencie Wietnamu przyjęto poprawkę do konstytucji, która potwierdza status Komunistycznej Partii Wietnamu jako „przewodniej siły” na scenie politycznej tego kraju. (AP, onet.pl)
- W Wilnie rozpoczął się III szczyt Partnerstwa Wschodniego. (wp.pl, TVN24)
- Juan Orlando Hernández został wybrany na prezydenta Hondurasu. (onet.pl)
- W Stanach Zjednoczonych 87. parada organizowana w Nowym Jorku w Dzień Dziękczynienia zgromadziła około 3,5 mln ludzi. (wp.pl, tvp.info, onet.pl)
- Boss bośniackiej mafii Zijad Turković oskarżony m.in. o zabójstwa, handel narkotykami i pranie pieniędzy, został skazany na 40 lat więzienia. (tvp.info, onet.pl)
- W Lublanie w wieku 94 lat zmarł Mitja Ribičič, polityk słoweński i jugosłowiański oraz premier Jugosławii w latach 1969–1971. (wp.pl, gazeta.pl, onet.pl)

## 27 listopada
- Co najmniej 33 osoby zginęły w Iraku w wyniku strzelanin i ataków bombowych. Ponadto na 13 osobach dokonano egzekucji. (BBC, onet.pl, wp.pl)
- W Afganistanie Talibowie zamordowali w prowincji Farjab sześciu pracowników francuskiej organizacji pozarządowej. (onet.pl, Wprost)
- W Brazylii zawaliła się część dachu stadionu Arena Corinthians w São Paulo, w wyniku czego zginęły co najmniej trzy osoby. (wp.pl, Polskie Radio)
- W związku z katastrofą budowlaną w Rydze premier Łotwy Valdis Dombrovskis podał się wraz ze swym gabinetem do dymisji. (wp.pl, TVN24, Puls Biznesu, dziennik.pl)
- Na aukcji w Wielkiej Brytanii sprzedano szkielet samicy diplodoka sprzed około 150 mln lat za 400 tys. funtów. (wp.pl, Polskie Radio)
- W związku z możliwością przechwytywania komunikacji wewnętrznej przez amerykańską Agencję Bezpieczeństwa Narodowego, firma Microsoft planuje wprowadzenie szyfrowania danych przesyłanych przez internet. Podobne działania zamierzają podjąć również Google oraz Yahoo!. (Polskie Radio)
- Dziennik „The Washington Post” podał, że Departament Sprawiedliwości Stanów Zjednoczonych nie postawi w stan oskarżenia założyciela Wikileaks, Juliana Assange’a, odpowiedzialnego za ujawnienie depesz amerykańskiej dyplomacji, ponieważ musieliby również ścigać media, które ujawniły tajne dokumenty. (wyborcza.pl, Press, TVN24)

## 26 listopada
- W Afganistanie miała miejsce zmiana polskiego kontyngentu wojskowego. Nad mniej liczną 14. zmianą dowodzenie przejął generał Cezary Podlasiński. (Polskie Radio)
- W Syrii w wyniku wybuchu samochodu-pułapki na przystanku autobusowym na przedmieściach Damaszku zginęło co najmniej 15 osób, a 30 zostało rannych. (wp.pl, Polskie Radio)
- Organizacja praw człowieka Euro-Mediterranean Human Rights Network opublikowała raport, dotyczący sytuacji kobiet w Syrii ogarniętej wojną domową. Według raportu w czasie całego konfliktu zgwałcono ponad 6 tys. kobiet, głównie w wyniku najazdów armii rządowej. (Wprost, wyborcza.pl, gulfnews.com)
- U wybrzeży Bahamów zginęło co najmniej 30 osób w wyniku przewrócenia się jachtu, którym płynęło ok. 100 nielegalnych imigrantów z Haiti. (tvp.info, RMF24, Polskie Radio)
- W północno-wschodnich Chinach zginęło 9 osób w wyniku zawalenia się dachu w zakładach przetwórstwa żywności w mieście Mudanjiang w prowincji Heilongjiang. (tvp.info, Polskie Radio)
- W wyniku śnieżyc w Stanach Zjednoczonych, spowodowanych potężnym ośrodkiem niżowym, zginęło co najmniej 10 osób. (TVN24, onet.pl)
- Francja poinformowała, że zamierza wziąć udział w interwencji w sprawie konfliktu w Republice Środkowoafrykańskiej i wysłać tam dodatkowy 1000 żołnierzy[1][2][3].
- Angola zaprzeczyła, jakoby zakazała Islamu. (gazeta.pl, The Express Tribune)
- Rząd Szkocji opublikował „Białą Księgę”, określającą warunki polityczne, ekonomiczne i socjalne po odłączeniu się od Wielkiej Brytanii. (wp.pl, Polskie Radio, dziennik.pl)
- 39 muzyków, w tym Bob Dylan, U2, Madonna, Lady Gaga, Beyonce, Katy Perry, Lorde, One Direction, Adele i Kylie Minogue, zamierza wydać charytatywny album kompilacyjny, aby pomóc ofiarom tajfunu Haiyan. (BBC, USA Today)
- Na aukcji w Nowym Jorku sprzedano egzemplarz „Bay Psalm Book”, psałterza wydrukowanego w 1640 roku za sumę 14,165 mln dolarów, co czyni ją najdroższą książką na świecie. (onet.pl, The Guardian, Polska The Times, sothebys.com)
- Na aukcji w Londynie w domu aukcyjnym Sotheby's sprzedano obraz Henryka Siemiradzkiego pt. „Żebrzący rozbitek” za 1 294 399 euro. (Polskie Radio)
- Na południu Nepalu archeolodzy odkryli najstarszą buddyjską świątynię. Natrafiono na ślady drewnianej konstrukcji, pochodzącej z VI wieku p.n.e. (Newsweek Polska, Polskie Radio, onet.pl)

## 25 listopada
- Co najmniej 24 osoby zginęły w serii ataków bombowych w Iraku, większość z nich miała miejsce w Bagdadzie. Do najkrwawszego ataku doszło na jednym z rynków w stolicy, gdzie dwie bomby zabiły co najmniej 13 osób i raniły kolejne 35. (wp.pl, Polskie Radio)
- W mieście Bengazi doszło do starć pomiędzy armią libijską a paramilitarną milicją, w których zginęło dziewięć osób, a 50 zostało rannych. (wp.pl, onet.pl, Reuters)
- Pociąg towarowy z ładunkiem kukurydzy wykoleił się w mieście São José do Rio Preto w południowo-wschodniej Brazylii, niszcząc sześć domów oraz zabijając co najmniej osiem osób i raniąc kolejne sześć. (AP via News24)
- W Brazylii w zderzeniu ciężarówki z minibusem w stanie Minas Gerais zginęło 15 osób, a 11 zostało rannych. (wp.pl)
- W Baku skazano trzy osoby na karę dożywotniego więzienia oraz 26 kolejnych na kary od 9 do 15 lat za planowanie ataków terrorystycznych w czasie trwania konkursu Eurowizji w Azerbejdżanie. (Polskie Radio, onet.pl)
- Prezydent Angoli José Eduardo dos Santos ogłosił delegalizację Islamu w tym kraju. Taką decyzję uzasadniono prześladowaniem chrześcijan w wielu krajach Afryki. (Rzeczpospolita, wpolityce.pl)
- Andrzej Wajda otrzymał nagrodę specjalną podczas 25. Festiwalu Filmu Polskiego w Ameryce, odbywającego się w Chicago. (onet.pl, interia.pl, Newsweek Polska)
- Naukowcy przypadkowo odkryli na Antarktyce aktywny wulkan, znajdujący się pod lodem o grubości 2 km. (Onet.pl)

## 24 listopada
- Ponad 160 osób zginęło w walkach pomiędzy armią syryjską a siłami opozycyjnymi na przedmieściach Damaszku. Ponadto siedem największych islamskich ugrupowań rebelianckich utworzyło nowy sojusz pod nazwą Front Islamski. Ma on na celu obalenie reżimu Baszszara al-Asada i ustanowienie w Syrii „ortodoksyjnego państwa islamskiego”. (AP via USA Today, TVN24, onet.pl)
- Co najmniej trzy osoby zginęły w dwóch jednoczesnych eksplozjach w północno-zachodnim Pakistanie. (PTI via Business Standard)
- W Indonezji ewakuowano ponad 12 tys. ludzi z prowincji Sumatra Północna po wybuchu wulkanu Sinabung. (Sky News)
- Liczba ofiar eksplozji w Qingdao wzrosła do 48 osób. (wp.pl)
- W Kijowie ponad 100 tysięcy ludzi demonstrowało za integracją Ukrainy z Unią Europejską. Przed siedzibą rządu doszło do przepychanek protestujących z milicją, w wyniku czego użyto gazu łzawiącego. (wp.pl, BBC, tvp.info)
- W wyniku negocjacji w Genewie pomiędzy Iranem i sześcioma najpotężniejszymi krajami (USA, Rosja, Wielka Brytania, Francja, Niemcy i Chiny) osiągnięto wstępne porozumienie w sprawie programu nuklearnego. Iran zobowiązał się ograniczyć swój program nuklearny w zamian za złagodzenie sankcji gospodarczych. (dziennik.pl, Polskie Radio, TVN24, wyborcza.pl, CNN, BBC, AFP via Ahram)
- Tygodnik „Focus”, powołując się na analizę sporządzoną przez niemieckie służby, podał, że telefon komórkowy kanclerz Angeli Merkel był podsłuchiwany przez wywiady USA, Rosji, Chin, Wielkiej Brytanii i Korei Północnej. (wp.pl, tvp.info, RMF24)
- W Watykanie z okazji zakończenia Roku Wiary wystawiono na widok publiczny – po raz pierwszy w historii – szczątki św. Piotra. (tvp.info, Polskie Radio)
- W Serbii rozpoczęto budowę odcinka gazociągu South Stream, który będzie transportował gaz z Rosji do państw Europy południowej z pominięciem Ukrainy. (onet.pl)

## 23 listopada
- Co najmniej 40 osób zginęło w wyniku nalotów syryjskich sił powietrznych w okolicach miasta Aleppo na północy kraju. Większość ofiar stanowili cywile. (gazeta.pl, Reuters, onet.pl)
- W Iraku zginęło co najmniej dziewięć osób, a 54 zostały ranne w podwójnym zamachu na szyicki meczet w mieście Tuz Kurmatu. (Reuters, wp.pl)
- Napastnik z ugrupowania Boko Haram zabił 12 osób podczas ataku na wioskę w północno-wschodniej Nigerii. (Reuters)
- W Rydze zawaliła się kolejna część dachu supermarketu, w wyniku czego zginęło trzech strażaków. Natomiast liczba ofiar katastrofy z 21 listopada wzrosła do 54 zabitych. 13 osób uznano za zaginione. (wp.pl, RMF24, onet.pl)
- W 80. rocznicę wielkiego głodu Ukraina uczciła pamięć ofiar. Ulicami Kijowa przeszedł kilkutysięczny marsz żałobny. (Polskie Radio, onet.pl)
- W wieku 87 lat zmarł Georges Lautner, francuski reżyser i scenarzysta filmowy. (wp.pl, Deadline)
- W północno-wschodnich Chinach wystąpiło trzęsienie ziemi o sile 5,8 w skali Richtera. Centrum wstrząsów znajdowało się na głębokości 9 km. Nie odnotowano ofiar śmiertelnych oraz poważniejszych zniszczeń. (TVN24)
- Microsoft ogłosił, że sprzedano milion konsoli Xbox One w ciągu jednego dnia. (Puls Biznesu)

## 22 listopada
- W Iraku zginęły co najmniej 23 osoby w wyniku zamachów bombowych i strzelanin. (Reuters)
- W chińskim mieście Qingdao zginęło co najmniej 35 osób, a 166 zostało rannych w eksplozji nieszczelnego rurociągu z ropą. Ponadto zostały skażone okoliczne wody morskie. (onet.pl, BBC)
- Cyklon Helen uderzył w indyjski stan Andhra Pradesh, zabijając co najmniej sześć osób i pozbawiając prądu tysiące wiosek. (AP via Miami Herald)
- Władze Filipin poinformowały, że liczba ofiar śmiertelnych tajfunu Haiyan wzrosła do 5,2 tys. zabitych. (wp.pl, BBC)
- Co najmniej dwie osoby zginęły w wyniku wichur w północnej Kalifornii. ((San Francisco Chronicle)
- Stany Zjednoczone upamiętniły 50. rocznicę dnia, w którym John F. Kennedy został zamordowany w Dallas w Teksasie. (ABC News, wp.pl, Polskie Radio)
- W Lizbonie protestowało kilka tysięcy policjantów, którzy domagali się poprawy warunków pracy w policji oraz odrzucenia rządowego projektu budżetu na 2014 r. Następnie dokonali szturmu na Zgromadzenie Republiki, domagając się dymisji rządu. (RMF24, tvp.info)
- Południowokoreańskie kolegium szefów sztabów zadecydowało o kupnie 40 myśliwców F-35, produkowanych przez amerykański koncern Lockheed Martin. (wp.pl, TVN24, Xinhua)
- Na plaży w pobliżu Tokio odnaleziono 120 kg kokainy o szacunkowej wartości 72 mln dolarów. Kilka dni wcześniej w tym samym miejscu odnaleziono 80 kg tego samego narkotyku. (TVN24, onet.pl)
- Po 15 latach America OnLine, właściciel programu Winamp, zapowiedział zakończenie finansowania tego projektu. Wszystkie usługi związane z Winampem będą dostępne do 20 grudnia 2013 roku. (Brief, gazeta.pl, wyborcza.pl, dziennik.pl)
- W 13 krajach świata miała miejsce premiera konsoli Xbox One. (PC Format, onet.pl, Gry-Online)

## 21 listopada
- Prezydent Ukrainy Wiktor Janukowycz odłożył podpisanie umowy stowarzyszeniowej z Unią Europejską, co zapoczątkowało protesty zwolenników integracji z UE. Nocną demonstrację w Kijowie poparły partie opozycyjne. (PAP via Wyborcza.pl, Archive.is)
- Na przedmieściach Rygi na Łotwie zawalił się supermarket spożywczy Maxima, w wyniku czego zginęło 51 osób, 38 zostało rannych, a 30 uwięzionych pod gruzami budynku. (TVN24, wp.pl, dziennik.pl, AFP via ABC  News)
- W północnym Iraku zginęło co najmniej 48 osób, a kilkadziesiąt zostało rannych w wyniku eksplozji ciężarówki wypełnionej materiałami wybuchowymi na targowisku w mieście Sadija w prowincji Dijala. (AP via ABC News, wp.pl, Newsweek Polska)
- Pakistan stwierdził, że atak amerykańskiego drona na seminarium islamskie zabił pięć osób. (AP, TVN24)
- Drugi polski satelita, a pierwszy satelita naukowy, Lem został wystrzelony w przestrzeń kosmiczną. Pierwszy z polskich nanosatelitów w międzynarodowym programie BRITE został wyniesiony w rekordowo licznej grupie 33 satelitów przez rosyjską rakietę Dniepr. (Polskie Radio, Puls Biznesu, kosmonauta.net)
- Japońska straż przybrzeżna podała, że wybuch wulkanu utworzył nową wysepkę o długości 200 m w archipelagu Ogasawara na południe od Japonii. (Rzeczpospolita, AP)
- Dziennik „The Guardian” ujawnił, że amerykańska Agencja Bezpieczeństwa Narodowego na mocy tajnego porozumienia z 2007 roku przechowywała dane osobowe Brytyjczyków (numery telefonów komórkowych, faksów, adresy e-mail, IP etc.), którzy nie byli podejrzani o żadne wykroczenia. (wp.pl, onet.pl)
- W Monachium w wieku 86 lat zmarł Dieter Hildebrandt, niemiecki satyryk. (onet.pl)

## 20 listopada
- Premier Donald Tusk dokonał rekonstrukcji rządu, w wyniku czego powołał siedmiu nowych ministrów: Mateusza Szczurka na stanowisko ministra finansów, Elżbietę Bieńkowską jako wicepremiera i ministra infrastruktury i rozwoju, Joannę Kluzik-Rostkowską jako ministra edukacji narodowej, Macieja Grabowskiego jako ministra środowiska, Lenę Kolarską-Bobińską jako ministra szkolnictwa wyższego i nauki, Andrzej Biernata jako ministra sportu oraz Rafała Trzaskowskiego jako ministra administracji i cyfryzacji. (TVN24, tvp.info, RMF24, wyborcza.pl)
- W Iraku w serii zamachów bombowych na targowiskach i w ruchliwych miejscach Bagdadu zginęło 24 osoby, a około 60 zostało rannych. (wp.pl, onet.pl)
- W samobójczym ataku bombowym w mieście Al-Arisz zginęło co najmniej 10 żołnierzy egipskiej armii, a 35 zostało rannych. (BBC, ITV, wp.pl, onet.pl)
- 11 osób zginęło, a cztery zostały ranne w wyniku pożaru magazynu w Pekinie w Chinach. (wp.pl)
- Zamachowiec-samobójca zabił dwóch żołnierzy armii pakistańskiej w dzielnicy plemiennej Północny Waziristan. (Pakistan Express Tribune)
- W rafinerii firmy Total w Antwerpii na północy Belgii doszło do eksplozji, w wyniku której zginęły dwie osoby. (tvp.info)
- Bill Clinton, Oprah Winfrey i 14 innych Amerykanów zostało odznaczonych przez prezydenta Baracka Obamę Medalem Wolności, najwyższym odznaczeniem cywilnym w USA. (tvp.info, Polskie Radio)
- Synod Generalny Kościoła anglikańskiego przegłosował plan dopuszczenia kobiet do sakry biskupiej od 2014 roku. (Newsweek Polska, BBC)
- W domu aukcyjnym Sotheby's w Londynie sprzedano dwa dzieła polskiego malarza Jacka Malczewskiego: obraz olejny pt. „Autoportret z muzą i budleją” za 128,5 tys. funtów i portret kobiety z naręczem kwiatów na tle morza za 62,5 tys. funtów. (onet.pl)
- We Włoszech funkcjonariusze włoskiej Gwardii Finansowej i celnicy w porcie w Genui znaleźli 280 kg kokainy o wartości 60 mln euro. (onet.pl)
- W wieku 95 lat zmarł Fred Sanger, angielski biochemik i dwukrotny laureat Nagrody Nobla w dziedzinie chemii. (wp.pl, onet.pl)

## 19 listopada
- W Libanie dwóch zamachowców-samobójców zabiło co najmniej 23 osoby i raniło kolejne 146 podczas ataku na irańską ambasadę w Bejrucie. (ABC News Australia, wp.pl, Newsweek Polska, interia.pl, tvp.info)
- Baza Unii Afrykańskiej w Beledweyne w Somalii została zaatakowana przez uzbrojonych terrorystów, w wyniku czego zginęło 19 osób. (BBC)
- Co najmniej 18 osób zginęło w wyniku uderzenia cyklonu Cleopatra na włoską wioskę Arzachena na Sardynii, powodując wielkie powodzie. (Polskie Radio, BBC, wp.pl)
- Armia syryjska zajęła miasto Qarah w prowincji Damaszek. (AP via The Hindu)
- W Iraku dokonano egzekucji 12 osób skazanych za „terroryzm”. (wp.pl)
- Stany Zjednoczone upamiętniły 150. rocznicę przemowy gettysburskiej. (Sydney Morning Herald)
- Były szef MSW Gruzji 31-letni Irakli Garibaszwili otrzymał nominację na premiera. (Polskie Radio)
- Norweski dziennik „Dagbladet”, powołując się na dokumenty Edwarda Snowdena, podał, że amerykańska Agencja Bezpieczeństwa Narodowego na przełomie 2012 i 2013 śledziła ponad 33 mln rozmów telefonicznych. Rząd Norwegii zaprzeczył tym doniesieniom. (wp.pl, tvp.info)
- Rosyjski koncern Gazprom wstrzymał rozbudowę bałtyckiego Gazociągu Północnego, czego powodem jest spadek popytu na rosyjski gaz. (Polskie Radio, forsal.pl, onet.pl)
- Meksykańska pisarka Elena Poniatowska została wyróżniona Nagrodą Cervantesa, hiszpańską nagrodą literacką. (onet.pl)

## 18 listopada
- Co najmniej 24 osoby nie żyją, a 28 zostało rannych w wyniku zderzenia się egipskiego pociągu z mikrobusem oraz innymi samochodami na południe od Kairu. (BBC, Fakt)
- Przez środkowy zachód Stanów Zjednoczonych przetoczyło się ponad 70 tornad, które spowodowały śmierć co najmniej pięciu osób i znaczne zniszczenia w kilku miejscowościach w stanie Illinois. (Polsie Radio, wp.pl, Wprost)
- W Indonezji wybuchnęły wulkany Merapi i Sinabung, zmuszając mieszkańców Jawy Środkowej i Sumatry Północnej do ucieczki. (Fox News)
- Dziennik „The Sunday Times”, powołując się na źródła dyplomatyczne, podał, że Izrael i Arabia Saudyjska razem planują ewentualny atak na Iran, gdyby negocjacje nuklearne nie przyniosły rezultatów. (wp.pl, Rzeczpospolita)
- Libijskie milicje paramilitarne, obwiniane o wywołanie najgorszych zamieszek od czasów obalenia Mu’ammara al-Kaddafiego, opuszczają stolicę kraju. (wp.pl)
- Na lotnisku w stolicy Tajwanu udaremniono przemyt blisko 230 kg heroiny, wartej około 240 milionów dolarów. (tvp.info, Focus Taiwan News Channel)
- Co najmniej 10 tys. pracowników ze 140 fabryk odzieżowych w Bangladeszu demonstrowało przeciwko nowym płacom minimalnym. (Polsie Radio, onet.pl)
- NASA z sukcesem wystrzeliła sondę kosmiczną MAVEN z misją badania atmosfery Marsa. (kosmonauta.net, Newsweek Polska, The Verge)

## 17 listopada
- 50 osób – 44 pasażerów i sześciu członków załogi – zginęło w katastrofie lotniczej Boeinga 737 w Kazaniu w Rosji. Wśród ofiar był również syn prezydenta Tatarstanu, Rustama Minnichanowa. (TVN24, interia.pl, gazetaprawna.pl)
- W Syrii w zamachu bombowym na rządowy budynek w mieście Harasta w pobliżu Damaszku zginęło 31 żołnierzy. Ponadto jeden z ważniejszych dowódców rebeliantów, Abdelkader Saleh zmarł od ran, odniesionych podczas ataku lotniczego na Aleppo. (wp.pl, wp.pl, TVN24)
- Co najmniej 11 osób zginęło w ataku na posterunek policji w regionie autonomicznym Sinciang w północno-zachodnich Chinach. Ataku dokonali napastnicy uzbrojeni w noże i siekiery. (wp.pl, tvp.info)
- Liczba osób, która zostanie przesiedlona w wyniku przejścia tajfunu Haiyan zwiększyła się do niemal 2 mln. Natomiast od 1000 do 20 tys. waha się liczba zaginionych. (NPR, Voice of America)
- W wyniku powodzi w Wietnamie zginęło co najmniej 28 osób, a dziewięć uznano za zaginione. (Reuters, onet.pl)
- W zachodnim Meksyku mieszkańcy miasteczka Tancitaro w stanie Michoacán zabili dziewięciu członków gangu narkotykowego Rycerze Templariusze, terroryzującego okolicę. (RMF24, onet.pl, wyborcza.pl)
- Pociąg zespolony ED250-001 Pendolino ustanowił nowy rekord prędkości na polskich torach, osiągając 270 km/h. (kurier-kolejowy.pl)
- W wieku 94 lat zmarła Doris Lessing, brytyjska pisarka, laureatka literackiej nagrody Nobla. (The Independent, wyborcza.pl, wp.pl)
- Korporacja Sony ogłosiła, że sprzedano milion konsoli PlayStation 4 w ciągu jednego dnia. (Puls Biznesu, Komputer Świat, joystiq)
- We Włoszech kilkadziesiąt tysięcy osób demonstrowało w Neapolu przeciwko nielegalnemu składowaniu toksycznych odpadów w pobliżu miasta, nagromadzonych przez dziesięciolecia przez Camorrę. (TVN24)

## 16 listopada
- Organizacja ds. Zakazu Broni Chemicznej uchwaliła szczegółowy plan likwidacji arsenału broni chemicznej w Syrii. (wp.pl, The Australian)
- Co najmniej 40 osób zginęło, a 400 zostało rannych podczas walk z milicją, stacjonującą w libijskim Trypolisie. (Wprost, tvp.info, Al Jazeera)
- W środkowym Wietnamie co najmniej pięć osób zginęło w powodziach i osuwiskach, spowodowanych ulewnymi deszczami. Ponadto ewakuowano 70 tys. ludzi. (wp.pl, tvp.info)
- W Afganistanie zginęło co najmniej 10 osób, a 20 zostało rannych podczas wybuchu samochodu-pułpaki w Kabulu. (Polskie Radio, Al Jazeera)
- W serii ataków w Bagdadzie i północnym Iraku zginęło czterech policjantów, a dziesiątki zostało rannych. (The Daily Star)
- Prawnicy w Wielkiej Brytanii oskarżyli egipskie wojsko o popełnienie zbrodni przeciwko ludzkości po obaleniu w lipcu prezydenta Muhammada Mursiego. (Al Jazeera)
- Rosja rozpoczęła odtajnianie dokumentacji, zawierającej informacje na temat relacji między Armią Czerwoną a Armią Krajową. Publikacja dokumentów ma ukazać się w 2015 roku. (wp.pl, Polskie Radio, RMF24)
- We Francji kilka tysięcy ciężarówek blokowało autostrady i szosy w proteście przeciwko proponowanemu przez rząd „podatkowi ekologicznemu”. (RMF24, Polskie Radio)
- Na prezydenta Malediwów wybrano Abdullę Yameena, który zdobył 51,3% głosów. (Australia Network News)
- Amerykański holding finansowy JPMorgan Chase w ramach porozumienia z organizacjami inwestorów zgodził się wypłacić 4,5 mld dolarów odszkodowań za sprzedane papiery wartościowe. (TVN24, bankier.pl)
- Radziecki lotniskowiec Admirał Gorszkow – w chwili obecnej INS Vikramaditya – został oddany marynarce indyjskiej w rosyjskim kompleksie stoczniowym Siewmasz w Siewierodwińsku, kończąc tym samym opóźniony o pięć lat projekt gruntownej przebudowy okrętu, który wyniósł ostatecznie 2,33 mld dolarów. W ceremonii przekazania lotniskowca uczestniczyli minister obrony Indii A.K. Antony i wicepremier Rosji Dmitrij Rogozin. (TVN24, The Times of India, Reuters)

## 15 listopada
- Podczas ofensywy wojsk rządowych pod Aleppo w walkach o miasto Tel Hasel zginęło pięciu dowódców sił opozycyjnych. Ponadto Korea Północna zaprzeczyła, jakoby dawała pomoc wojskową Syrii. Natomiast Hezbollah w Libanie potwierdził wsparcie dla prezydenta Baszszara al-Asada w walce przeciwko rebeliantom. (onet.pl, Al Jazeera, news.com)
- Według ONZ, powołującej się na władze w Manili, liczba ofiar na Filipinach przekroczyła 4,4 tys. osób. Czerwony Krzyż oszacował, że około 20 tys. ludzi nadal jest zaginionych i istnieje obawa, że nie żyją. Natomiast oficjalna liczba ofiar śmiertelnych wynosi w chwili obecnej 3631 zabitych. (wp.pl, onet.pl, NBC News, The Huffington Post)
- W Libii zginęły co najmniej 22 osoby, a 130 zostało rannych podczas protestów w Trypolisie i Misracie przeciwko paramilitarnej milicji. (wp.pl)
- Co najmniej pięć osób zginęło, a 10 zostało rannych w wyniku wykolejenia się czterech pociągów Mangala Lakshadweep Express w pobliżu indyjskiego miasta Nashik w stanie Maharasztra. (NDTV, Times of India)
- 12 imigrantów utonęło u wybrzeży Grecji w wyniku wywrócenia się łodzi. 15 osób zostało uratowanych. (Reuters, wp.pl)
- Komunistyczna Partia Chin na 3. plenum Komitetu Centralnego zapowiedziała likwidację państwowych obozów pracy i złagodzenie polityki planowania rodziny. (Polskie Radio, onet.pl)
- Gambia zerwała stosunki dyplomatyczne z Tajwanem. (BBC)
- Mjanma zapowiedziała uwolnienie 69 więźniów politycznych. (BBC, onet.pl)
- W Stanach Zjednoczonych i Kanadzie miała miejsce premiera konsoli PlayStation 4. (wp.pl, Gry-Online)
- Na Antarktydzie powstała nowa góra lodowa, która oderwała od lodowca Pine Island i dryfuje po Morzu Amundsena. Według pierwszych obliczeń ma ona rozmiary 880 km². (onet.pl, wp.pl, odkrywcy.pl, Wprost)

## 14 listopada
- W Iraku zginęło co najmniej 30 osób, a 67 zostało rannych w samobójczym ataku bombowym w mieście Al-Sadija. Natomiast kilka godzin wcześniej w dwóch zamachach w mieście Hafrija na północny wschód od Bagdadu zginęło kolejne dziewięć osób, a 25 zostało rannych. (wp.pl, wp.pl)
- W Indiach zginęło co najmniej 7 osób, a 42 zostały ranne w katastrofie autobusu w pobliżu miasta Hubli-Dharwar w stanie Karnataka. (wp.pl, RMF24)
- W wyniku wybuchu gazu w Jankowie Przygodzkim koło Ostrowa Wielkopolskiego zginęły dwie osoby, a 13 zostało rannych. Spłonęło również 12 budynków mieszkalnych. (dziennik.pl, money.pl, Polska The Times, RMF24)
- Czterech żołnierzy piechoty morskiej USA zginęło na poligonie w bazie Camp Pendleton w Kalifornii. (wp.pl, RMF24)
- Wiele tysięcy Albańczyków demonstrowało w Tiranie przeciwko niszczeniu syryjskiej broni chemicznej w Albanii. (wp.pl, onet.pl)
- Kanadyjska policja aresztowała na całym świecie 348 osób i tym samym uratowała 386 dzieci w wyniku trzyletniej operacji „Project Spade”, wymierzonej w pornografię dziecięcą. (BBC, gazeta.pl, gazeta.pl)
- Witryna internetowa WikiLeaks opublikowała fragment tajnego projektu Transpacyficznego Porozumienia o Partnerstwie. (Wprost, The Guardian, TVN24)
- Sąd Najwyższy w Ekwadorze skazał amerykańską korporację Chevron za zatruwanie lasów deszczowych Amazonii i nakazał jej zapłatę 9,51 mld dolarów odszkodowania mieszkańcom prowincji Sucumbiosna w północnej części kraju. (Polskie Radio, Rzeczpospolita)
- Obraz Andy’ego Warhola pt. „Silver Car Crash (Double Disaster)” został sprzedany na aukcji w Nowym Jorku za 105 mln dolarów. (Daily Mail, wp.pl)
- Na aukcji Sotheby's w Genewie został sprzedany różowy, 59,60-karatowy diament o nazwie „Pink Star” za 83,4 mln dolarów. (wp.pl, onet.pl)

## 13 listopada
- Co najmniej 22 osoby zginęły w serii zamachów bombowych w Iraku. Najkrwawszy z nich miał miejsce w prowincji Salah ad-Din, gdzie zginęło 10 osób. (wp.pl, Voice of America)
- Izrael zrezygnował z planów budowy nowych osiedli na Zachodnim Brzegu po protestach ze strony Palestyny i USA. (Rzeczpospolita, gazeta.pl, AP via Fox News)
- Według oficjalnych danych liczba ofiar tajfunu Haiyan wzrosła do 2,5 tys. osób. W Chinach w wyniku tajfunu zginęło osiem osób, a szkody oszacowano na pół mld dolarów. (Inquirer News, Polskie Radio)
- Departament Stanu USA uznał islamistyczne ugrupowania Boko Haram i Ansaru za organizacje terrorystyczne. (tvp.info, onet.pl, interia.pl)
- 1 World Trade Center został oficjalnie uznany najwyższym budynkiem w Stanach Zjednoczonych. (oent.pl, CNN)
- Starbucks będzie musiał zapłacić 2,8 mld dolarów odszkodowania na rzecz firmy Kraft Foods za wycofanie się z umowy na sprzedaż kawy rozpuszczalnej w sklepach. (gazeta.pl, BBC)
- Naukowcy odkryli w Tybecie Panthera blytheae, najstarszą skamieniałość dużego kota, jaką kiedykolwiek odnaleziono. (Los Angeles Times)

## 12 listopada
- Dwie osoby zginęły, a pięć zostało rannych podczas wybuchu bomby w pobliżu centrum handlowego Eastgate w Bedfordview w Południowej Afryce. (SAPA via News24)
- Filipiny stanęły w obliczu kryzysu zdrowotnego, będącego następstwem tajfunu Haiyan, w wyniku którego – według krajowej agencji zarządzania kryzysowego – zginęły 1774 osoby (nie jest to jednak ostateczny bilans). Natomiast według prezydenta Benigno Aquino III liczba ofiar śmiertelnych wynosi ok. 2–2,5 tys. zabitych. (RMF24, CNN, Polskie Radio, wp.pl)
- Co najmniej kilkadziesiąt osób zostało rannych podczas demonstracji pracowników fabryk odzieżowych w Bangladeszu, którzy domagają się wyższych płac. (RMF24)
- Chiny, Rosja, Arabia Saudyjska oraz Kuba zostały wybrane na nowych członków Rady Praw Człowieka ONZ. (onet.pl)
- Jak poinformował rzecznik rządu, egipskie władze zniosły stan wyjątkowy i godzinę policyjną, trwające od 14 sierpnia tegoż roku. (tvp.info, wp.pl)
- Senat w Tajlandii odrzucił ustawę amnestyjną, pozwalającą byłemu premierowi Thaksinowi Shinawatrze na powrót do kraju. (tvp.info, BBC)
- Hawaje stały się 15. stanem USA, który zalegalizował małżeństwa osób tej samej płci. (The Washington Post)
- Obraz Francisa Bacona pt. Trzy studia do portretu Luciana Freuda został sprzedany na aukcji w domu aukcyjnym Christie's za 142,4 mln dolarów, co czyni go w chwili obecnej najdroższym obrazem świata. (Polskie Radio, wp.pl, BBC, New York Times)
- Na aukcji w Genewie w domu aukcyjnym Christie's sprzedano największy na świecie, 14,82-karatowy pomarańczowy diament za sumę 35,5 mln dolarów. (inwestycje.pl, Forbes, TVN24)
- W wieku 69 lat zmarł John Tavener, angielski kompozytor muzyki poważnej. (BBC News)
- Polski poeta Adam Zagajewski został laureatem niemieckiej nagrody literackiej im. Eichendorffa. (onet.pl, wyborcza.pl)

## 11 listopada
- W Warszawie rozpoczął się szczyt klimatyczny COP19. Przewodnictwo nad negocjacjami klimatycznymi oficjalnie przejął minister środowiska Marcin Korolec. (TVN24, Wprost, onet.pl)
- Ponad 100 osób zginęło na skutek cyklonu tropikalnego, który uderzył w północno-wschodnią Somalię. Ponadto zaginęło kilkanaście osób i zostały zniszczone setki domów. (Polskie Radio)
- Tajfun Haiyan dotarł do Wietnamu, w wyniku czego zginęło co najmniej 11 osób. Prędkość wiatru przekraczała 150 km/h. W południowych Chinach odnotowano kolejne cztery ofiary śmiertelne. (Polskie Radio, TVN24)
- Co najmniej cztery osoby zginęły, a osiem zostało rannych w wyniku pożaru budynku w dzielnicy Vikhroli w indyjskim mieście Mumbaj. (Zee News)
- Południowokoreański dziennik „JoongAng Ilboa” ujawnił, że 3 listopada w Korei Północnej publicznie rozstrzelano 80 osób za oglądanie programów południowokoreańskiej telewizji oraz prostytucję. (Polsie Radio, Onet.pl)
- W Teheranie nieznany sprawca zastrzelił irańskiego wiceministra przemysłu Safdara Rahmata Abadiego. (TVN24)
- Zakończyła się misja Sojuza TMA-09M, z Międzynarodowej Stacji Kosmicznej wrócili Fiodor Jurczichin, Karen Nyberg i Luca Parmitano. (archive.is, kosmonauta.net)
- Serb Novak Đoković zwyciężył w turnieju tenisowym ATP World Tour Finals zamykającym sezon 2013 w rozgrywkach męskich. (sportowefakty.pl)

## 10 listopada
- Według oficjalnych szacunków policji tajfun Haiyan na Filipinach spowodował śmierć ok. 10 tys. ludzi oraz ogromne zniszczenia. Ponad 480 tys. Filipińczyków musiało opuścić swoje domy, a 4,5 mln ludzi ucierpiało w jakikolwiek sposób z powodu żywiołu. Natomiast w Wietnamie ewakuowano ponad 600 tys. osób. (gazeta.pl, Weatherzone, gazeta.pl, Bangkok Post, wp.pl)
- W strzelaninie na przyjęciu urodzinowym w Houston w Teksasie zginęły dwie osoby, a 22 zostały ranne. (Rzeczpospolita, TVN24)
- W stolicy Bułgarii demonstrowało ok. 4 tysiące ludzi, domagając się dymisji rządu i rozpisana nowych wyborów. (wyborcza.pl)
- Niemiecka policja odnalazła w Kornwestheim pod Stuttgartem kolejne 22 obrazy, które zaginęły podczas II wojny światowej. Według służb znalezione płótna mogą mieć związek z wcześniej odnalezioną kolekcją 1500 obrazów. (Newsweek Polska, wp.pl)

## 9 listopada 2013
- W Smoleńsku odbywa się doroczna konferencja rosyjskich wikipedystów.
- W wypadku śmigłowca indonezyjskich sił zbrojnych na Borneo zginęło co najmniej 13 osób, a sześć zostało ciężko rannych. (wp.pl)
- W Kolumbii 20-letni bandyta zabił osiem osób w barze w mieście Cali. (Reuters)
- Pięciu członków ugrupowania Boko Haram i dwóch nigeryjskich żołnierzy zginęło w walkach w mieście Kano. (Reuters)
- Czerwony Krzyż poinformował, że w wyniku tajfunu Haiyan na Filipinach zginęło ponad 1200 osób: 1000 w mieście Tacloban i 200 w prowincji Samar. (AFP via Google, interia.pl
- Rząd Wietnamu zmobilizował ponad 453 tys. żołnierzy i członków milicji oraz przygotował tysiące środków transportu w oczekiwaniu na nadejście tajfunu Haiyan, który ma uderzyć w centralny obszar w niedzielę rano. Ponadto 20 tys. ludzi zostało ewakuowanych z Đà Nẵng. (The New York Times, Tuoi Tre News)
- Wenezuelska prezenterka telewizyjna María Gabriela Isler została wybrana Miss Universe 2013. (Polska The Times, AFP via Yahoo! News)
- We wschodniej Japonii miało miejsce trzęsienie ziemi o sile 5,5 stopni w skali Richtera. Wstrząsy były odczuwalne m.in. w Tokio. Centrum wstrząsów znajdowało się w prefekturze Ibaraki, na głębokości ok. 70 km. (tvp.info)

## 8 listopada
- W Syrii w zaciętych walkach o bazę wojskową w pobliżu międzynarodowego portu lotniczego w Aleppo zginęło ok. 50 osób. (wp.pl)
- Co najmniej 11 osób zginęło w stolicy Somalii w wyniku wybuchu samochodu-pułapki w pobliżu jednego z hoteli. (AFP via Yahoo! News, wp.pl)
- W Filipiny uderzył tajfun Haiyan, w wyniku czego zginęły co najmniej cztery osoby. Prędkość wiatru przekraczała 320 km/h. (interia.pl, Zee News, BBC, wp.pl)
- W amerykańskim stanie Alabama wykoleił się pociąg, składający się z 90 wagonów-cystern i przewożący ropę naftową. 11 wagonów zapaliło się. Nie ma informacji o poszkodowanych. (RMF24, wp.pl, Reuters)
- Raporty wykazały, że palestyński dowódca Jasir Arafat został w 2004 roku otruty radioaktywnym polonem. Dawka trucizny w kościach była przekroczona ponad 18-krotnie. (TVN24, BBC, Polska The Times)
- W amerykańskiej stoczni Newport News Shipbuilding został ukończony nowy lotniskowiec atomowy USS Gerald R. Ford. W chwili obecnej trwają przygotowania przed ceremonią nadania nazwy i wodowania okrętu. (TVN24)

## 7 listopada
- Co najmniej 19 osób zginęło, a 41 zostało rannych w wyniku zamachu na bazę wojskową w mieście Tarmija, znajdującym się 50 km na północ do Bagdadu. (wp.pl)
- Na nowego lidera pakistańskich talibów wybrano Mułłę Fazlullaha. (wp.pl, Al Jazeera, BBC)
- W tureckim mieście Nisibis kilka tysięcy ludzi demonstrowało przeciwko murowi na granicy z Syrią. Protestujący zostali rozproszeni przez policję, która użyła gazu i armatek wodnych. (wp.pl)
- Szef ugrupowania M23 Sultani Makenga, wraz z setkami rebeliantów podporządkował się władzom w Mgahinga Gorilla National Park w Ugandzie. (BBC)
- Serwis społecznościowy Twitter zadebiutował na nowojorskiej giełdzie. (TVN24, Newsweek Polska, Polskie Radio)
- Trzem polskim europosłom prezydent Gruzji wręczył w Brukseli odznaczenia państwowe: Jackowi Saryusz-Wolskiemu Order Zwycięstwa Świętego Jerzego, a Ryszardowi Czarneckiemu i Pawłowi Zalewskiemu Prezydenckie Ordery Zasługi. (onet.pl, Polskie Radio)

## 6 listopada
- Co najmniej osiem osób zginęło, a 50 zostało rannych w wyniku wybuchu bomby w centrum stolicy Syrii. (wp.pl, BBC)
- Zamachowiec-samobójca zabił osiem osób i ranił kolejne 41 w ataku na budynek wywiadu w mieście As-Suwajda. Wśród zabitych jest major syryjskich sił powietrznych. (Reuters)
- W Iraku zamachowiec-samobójca zdetonował bombę w cysternie z benzyną, w wyniku czego zginęło 15 osób przed posterunkiem policji w Bagdadzie. (AFP via Ahram Online)
- W chińskim mieście Taiyuan w prowincji Shanxi miała miejsce seria niewielkich eksplozji przed siedzibą prowincjonalnych władz KPCh. Zginęła co najmniej jedna osoba, a 8 zostało rannych. (wp.pl, gazeta.pl, Reuters, BBC)
- W Kongo rebelianci z ugrupowania M23 zapowiedzieli złożenie broni i zdemobilizowanie bojowników, walczących z rządem. (TVN24, Al Jazeera, Al Jazeera)
- Saudyjska policja aresztowała już ponad 16 tys. nielegalnych imigrantów, pracujących na terenie kraju. (ABC News)
- W strzelaninie w zakładzie fryzjerskim w Detroit w stanie Michigan zginęły trzy osoby, a co najmniej 5 zostało rannych. (tvp.info, CNN)
- We Francji sprzedano na aukcji jedyną kopię testamentu Napoleona, przepisaną z oryginału przez jego sekretarza. Kopia dokumentu została sprzedana za sumę 357 tysięcy euro. (onet.pl)

## 5 listopada
- W USA odbyły się częściowe wybory, w których: na burmistrza Nowego Jorku wybrano Billa de Blasio, na gubernatora Wirginii Terry’ego McAuliffe'a, a na gubernatora New Jersey ponownie Chrisa Christie. (PAP, CBS News, Daily Mail, Reuters)
- W Lagos w Nigerii zginęły 4 osoby w wyniku zawalenia się 4-piętrowego budynku, będącego w trakcie budowy. (AP via Miami Herald)
- W jednym z ośrodków religijnych we wschodniej Nigerii doszło do wybuchu paniki, w wyniku której zginęły 24 osoby, w tym wiele kobiet. (wp.pl)
- W Bangladeszu skazano na karę śmierci – za morderstwa, tortury i spiski – 152 strażników granicznych, oskarżonych o bunt w 2009 roku, podczas którego zginęły 74 osoby. Ponadto 160 osób skazano na dożywocie, a 270 na inne kary więzienia. (Reuters, gazeta.pl, wp.pl)
- Indyjska Organizacja Badań Kosmicznych wystrzeliła pierwszą indyjską sondę na Marsa – Mangalyaan. (kosmonauta.net)
- W Mali aresztowano 35 osób w związku zabójstwem dwojga francuskich dziennikarzy. (onet.pl, wyborcza.pl)
- Amerykański raper DMX został aresztowany w stanie Karolina Południowa za jazdę z zawieszonym prawem jazdy oraz za brak ubezpieczenia. (Reuters)
- Fundusz hedgingowy SAC Capital Advisors przyznał się do handlu poufnymi informacjami i zobowiązał się zapłacenia kary 1,8 miliarda dolarów. (Bloomberg)
- Na pograniczu polsko-czeskim wystąpiły wstrząsy sejsmiczne o sile 3 stopni w skali Richtera. Epicentrum znajdowało się blisko wsi Bażanowice, kilka km od Cieszyna. (interia.pl)

## 4 listopada
- Media państwowe Korei Północnej poinformowały, że w październiku zginęło co najmniej 19 osób w wyniku zatonięcia okrętu wojennego. (wp.pl)
- Pułkownik Abdel Jabbar al-Oqaidi, jeden z dowódców Wolnej Armii Syrii, zrzekł się swojego stanowiska w wyniku ostatnich strat, poniesionych przez rebeliantów. (The Washington Post)
- Koncern Johnson & Johnson zobowiązał się zapłacić 2,2 mld dolarów kary za próby korumpowania lekarzy, aby przepisywali leki osobom, które nie powinny ich zażywać. (Rzeczpospolita, Reuters)
- Proces obalonego prezydenta Egiptu Muhammada Mursiego i 14 innych liderów Bractwa Muzułmańskiego, oskarżonych o podżeganie do przemocy i współudział w zabójstwie demonstrantów w grudniu 2012 r. w Kairze, został przesunięty na 8 stycznia 2014 r. (gazetaprawna.pl, AllAfrica, wyborcza.pl)

## 3 listopada
- W wyniku ataku islamistów z ugrupowania Boko Haram na konwój weselny, zmierzający do miasta Maiduguri w północno-wschodniej Nigerii, zginęło ponad 30 osób. (wyborcza.pl, tvp.info)
- Co najmniej 28 osób zginęło, a ponad 200 zostało ciężko rannych w wyniku wybuchu paniki, do której doszło na zakończenie religijnego czuwania w stanie Anambra w południowo-wschodniej Nigerii. (wyborcza.pl, Radio Watykańskie)
- W Tajlandii w katastrofie przepełnionego promu, wracającego z miasta Pattaya, zginęło co najmniej sześć osób, 20 uznano za zaginione, a 15 zostało rannych. (wp.pl, gazetaprawna.pl, BBC)
- 8 osób zginęło, a 10 zostało rannych w katastrofie samolotu w Andach w północnej Boliwii. (interia.pl, wp.pl, NBC News)
- W wieku 86 lat zmarł Gerard Cieślik, polski piłkarz, napastnik i zawodnik Ruchu Chorzów. (sport.pl, Przegląd Sportowy, Polskie Radio)
- W prywatnym mieszkaniu 80-letniego mieszkańca Monachium znaleziono kolekcję 1500 dzieł sztuki, skonfiskowanych przez nazistów podczas II wojny światowej. Odnaleziono m.in. obrazy Picassa, Matisse’a czy Chagalla. Wartość znaleziska oszacowano na około miliard euro. (gazetaprawna.pl, tvp.info)
- Na północnym Atlantyku pojawiło się hybrydowe zaćmienie Słońca, widoczne we wschodniej części USA i Kanady, Afryce, Bliskim Wschodzie oraz Europie. (Polskie Radio, gazeta.pl, CTV News)
- W niemieckim Dortmundzie natrafiono na 2-tonową bombę z czasów II wojny światowej. W wyniku akcji rozbrajania niewybuchu ewakuowano 20 tys. mieszkańców miasta. (onet.pl, gazeta.pl)

## 2 listopada
- W Chinach zginęło 11 osób, a 17 zostało rannych podczas wybuchu w fabryce sztucznych ogni w mieście Cenxi w regionie autonomicznym Kuangsi. (wp.pl)
- Francuskie MSW poinformowało, że dwójka dziennikarzy radia RFI została uprowadzona w mieście Kidal w Mali, a następnie zabita. (wp.pl, tvp.info, TVN24)
- We francuskim mieście Quimper ponad 30 tysięcy ludzi demonstrowało przeciwko masowym zwolnieniom i rosnącym obciążeniom fiskalnym. (onet.pl)
- Koncern Lockheed Martin poinformował o pracach nad następcą samolotu SR-71 Blackbird. Nowy samolot oznaczono wstępnie jako SR-72 i nazwano „Son of the Blackbird”. Według zapowiedzi będzie latał z prędkością hipersoniczną, a jego zadaniem będzie robienie zdjęć i zrzucanie bomb. (TVN24)

## 1 listopada
- Izraelskie samoloty dokonały ataku na cel wojskowy w Syrii. Według amerykańskiego źródła wojskowego, na które powołała się agencja AP, był to nalot na skład rosyjskich rakiet S-125, znajdujący się w porcie w Latakii. (TVN24, BBC, wyborcza.pl, wp.pl)
- Lider pakistańskich talibów Hakimullah Mehsud zginął podczas nalotu amerykańskich dronów na wioskę Dande Derpa Chel w prowincji Północny Waziristan. (TVN24, BBC, Reuters)
- Chiny oskarżyły ujgurską organizację ITIM za samobójczy atak na placu Tian’anmen w Pekinie, w którym zginęło pięć osób, a ponad 40 zostało rannych. (wyborcza.pl, AP)
- W wyniku powodzi i opadów deszczu w centralnym Teksasie zginęły dwie osoby. (AP via Fox News)
- Internetowy koncern Google zaprezentował nowy smartfon Nexus 5, który został stworzony we współpracy z LG Electronics. (Puls Biznesu, gazetaprawna.pl)
- W Australii w stanie Queensland naukowcy odkryli trzy nowe gatunki torbaczy Antechinus. (news.com.au)
- U wybrzeży Chile wystąpiło trzęsienie ziemi o sile 6,6 stopni w skali Richtera. Epicentrum miało miejsce 68 km na południowy zachód od miasta Coquimbo. Nie odnotowano doniesień o ofiarach i zniszczeniach. (wp.pl, RMF24)
- W wieku 83 lat zmarł Gérard de Villiers, francuski pisarz, dziennikarz i wydawca oraz autor powieści szpiegowskich. (wp.pl, onet.pl)